# Пам'ятки історії Ізяславського району
У Ізяславському районі Хмельницької області згідно з даними управління культури, туризму і курортів Хмельницької облдержадміністрації перебуває 105 пам'яток історії. З них 99 увічнюють пам'ять радянських воїнів у радянсько-німецькій війні.
| № пп | Охорон. номер | Найменування                                                                                                   | Місцезнаходження                                           | Рік встановлення        | Автор                                           |
| ---- | ------------- | --- | ---------------------------------------------------------- | ----------------------- | ----------------------------------------------- |
| 1    | 584           | Братська могила жертв фашизму                                                                                  | м. Ізяслав, вул. Гагаріна, 1                               | 1957                    | місцеві майстри                                 |
| 2    | 1735          | Пам'ятник трудової діяльності                                                                                  | м. Ізяслав, вул. Жовтнева, 105                             | 1977                    | місцеві майстри                                 |
| 3    | 583           | Братська могила радянських воїнів і партизан                                                                   | м. Ізяслав, вул. Незалежності, 7                           | 1984                    | Київське ХВО «Художник»                         |
| 4    | 594           | Могила революціонера-більшовика І. Я. Демчука                                                                  | м. Ізяслав, вул. Незалежності, 93, кладовище               | 1967                    | місцеві майстри                                 |
| 5    | 596           | Могила піонерки-партизанки Ані Сошенської                                                                      | м. Ізяслав, вул. Незалежності, 93, кладовище               | 1965                    | місцеві майстри                                 |
| 6    | 2181          | Братська могила радянських воїнів                                                                              | м. Ізяслав, вул. Незалежності, 96, кладовище               | 1987                    | місцеві майстри                                 |
| 7    | 2200037       | Братська могила радянських воїнів                                                                              | м. Ізяслав, вул. Незалежності, 96, кладовище               | 1990                    | місцеві майстри                                 |
| 8    | 2200038       | Братська могила радянських воїнів                                                                              | м. Ізяслав, вул. Незалежності, 96, кладовище               | 1990                    | місцеві майстри                                 |
| 9    | 2200039       | Братська могила радянських воїнів                                                                              | м. Ізяслав, вул. Незалежності, 96, кладовище               | 1955                    | місцеві майстри                                 |
| 10   | 2200040       | Могила військового лікаря                                                                                      | м. Ізяслав, вул. Незалежності, 96, кладовище               | 1980                    | місцеві майстри                                 |
| 11   | 595           | Могила М.Бернштейна                                                                                            | м. Ізяслав, 1,5 км на захід, єврейське кладовище           | 1967                    | місцеві майстри                                 |
| 12   | 2200041       | Братська могила жертв фашизму                                                                                  | м. Ізяслав, 1,5 км на захід, єврейське кладовище           | 1991                    | місцеві майстри                                 |
| 13   | 2200042       | Могила лейтенанта Петрова                                                                                      | м. Ізяслав, вул. Острозька, 37                             | 1950                    | місцеві майстри                                 |
| 14   | 2200043       | Могила П.Стадніка                                                                                              | м. Ізяслав, вул. Острозька, 37                             | 1950                    | місцеві майстри                                 |
| 15   | 1725          | Братська могила радянських воїнів                                                                              | м. Ізяслав, вул. Шевченка, 46                              | 1948                    | Львівська КСФ, скульптор — І. М. Скіф           |
| 16   | 586           | Братська могила жертв фашизму                                                                                  | 1,5 км на південь від м. Ізяслав, урочище «Облоги»         | 1949                    | місцеві майстри                                 |
| 17   | 2200044       | Братська могила військовополонених                                                                             | 1 км на південь від м. Ізяслав                             | 1991                    | місцеві майстри                                 |
| 18   | 574           | Братська могила жертв фашизму                                                                                  | м. Ізяслав, 3 км на північний захід в напрямку на с. Сошне | 1975                    | місцеві майстри                                 |
| 19   | 601           | Пам'ятний знак на честь воїнів-односельчан                                                                     | с. Бейзими, вул. Пархоменка                                | 1968                    | місцеві майстри                                 |
| 20   | 2182          | Пам'ятний знак на честь воїнів-односельчан                                                                     | с. Білеве                                                  | 1957                    | місцеві майстри                                 |
| 21   | 602           | Пам'ятний знак на честь воїнів-односельчан                                                                     | с. Білижинці, вул. Миру                                    | 1967                    | місцеві майстри                                 |
| 22   | 2200045       | Братська могила радянських воїнів                                                                              | с. Білогородка, вул. Ізяславська, 37                       | 1970                    | місцеві майстри                                 |
| 23   | 2200046       | Могила воїна Червоної армії                                                                                    | с. Білогородка, вул. Калініна, 3                           | 1970                    | місцеві майстри                                 |
| 24   | 2200047       | Братська могила воїнів Червоної армії                                                                          | с. Білогородка, вул. Лермонтова, 2                         | 1970                    | місцеві майстри                                 |
| 25   | 580           | Меморіальний комплекс: братська могила радянських воїнів; пам'ятний знак на честь воїнів-односельчан           | с. Білогородка, вул. Центральна, 15                        | 1947, заміна 2006       | Львівська КСФ, архітектор В. Є. Стукан          |
| 26   | 603           | Пам'ятний знак на честь воїнів-односельчан                                                                     | с. Білотин                                                 | 1967, заміна 1985       | місцеві майстри                                 |
| 27   | 2200048       | Могила радянського воїна                                                                                       | с. Білотин, кладовище                                      | 1957                    | місцеві майстри                                 |
| 28   | 2200049       | Могила радянського воїна                                                                                       | с. Більчин, кладовище                                      | 1985                    | місцеві майстри                                 |
| 29   | 2200050       | Могила партизана І. І. Лебошкіна                                                                               | с. Більчинка, вул. Центральна, 30                          | 1988                    | місцеві майстри                                 |
| 30   | 2200051       | Могила воїна Червоної армії                                                                                    | с. Борисів                                                 | 1991                    | місцеві майстри                                 |
| 31   | 2200052       | Могила воїна Червоної армії                                                                                    | с. Борисів                                                 | 1991                    | місцеві майстри                                 |
| 32   | 2200053       | Могила А. П. Абрамчука                                                                                         | с. Борисів                                                 | 1991                    | місцеві майстри                                 |
| 33   | 2200054       | Могила М. Ткача                                                                                                | с. Борисів                                                 | 1991                    | місцеві майстри                                 |
| 34   | 2200055       | Могила Г. М. Босюка                                                                                            | с. Борисів                                                 | 1991                    | місцеві майстри                                 |
| 35   | 2200056       | Могила М. І. Кирилюка                                                                                          | с. Борисів                                                 | 1991                    | місцеві майстри                                 |
| 36   | 581           | Меморіальний комплекс: братська могила радянських воїнів; пам'ятний знак на честь воїнів-односельчан           | с. Борисів                                                 | 1955, заміна 1990       | Львівська КСФ                                   |
| 37   | 604           | Пам'ятний знак на честь воїнів-односельчан: жертв репресій; полеглим під час ДСВ                               | с. Васьківці, вул. Шевченка, 37                            | 1965, заміна 1997       | місцеві майстри; архітектор В. Є. Стукан        |
| 38   | 1737          | Пам'ятний знак на честь воїнів-односельчан                                                                     | с. Велика Радогощ, вул. І. Кожедуба                        | 1983                    | Львівська КСФ                                   |
| 39   | 605           | Пам'ятний знак на честь воїнів-односельчан                                                                     | с. Великі Пузирки, вул. Центральна, 3                      | 1965                    | місцеві майстри                                 |
| 40   | 2200057       | Могила партизана Ф. М. Мішуліна                                                                                | с. Даньківці, кладовище                                    | 1990                    | місцеві майстри                                 |
| 41   | 606           | Пам'ятний знак на честь воїнів-односельчан і партизана Ф. М. Мішуліна                                          | с. Даньківці                                               | 1968                    | місцеві майстри                                 |
| 42   | 1738          | Пам'ятний знак на честь спаленого села                                                                         | с. Двірець, на розі вул. Центральної і Нової               | 1983                    | Львівська КСФ                                   |
| 43   | 2200058       | Братські могили радянських воїнів (2)                                                                          | с. Двірець, кладовище                                      | 1987                    | місцеві майстри                                 |
| 44   | 607           | Пам'ятний знак на честь воїнів-односельчан                                                                     | с. Двірець, на розі вул. Центральної і Нової               | 1968                    | місцеві майстри                                 |
| 45   | 2183          | Пам'ятний знак на честь воїнів-односельчан                                                                     | с. Дертка, вул. Центральна, 3                              | 1954                    | Львівська КСФ                                   |
| 46   | 608           | Пам'ятний знак на честь воїнів-односельчан                                                                     | с. Добрин, вул. Матросова                                  | 1965, заміна 1991       | місцеві майстри                                 |
| 47   | 2184          | Пам'ятний знак на честь воїнів-односельчан                                                                     | с. Завадинці, вул. Гагаріна, 37                            | 1957                    | Львівська КСФ                                   |
| 48   | 609           | Пам'ятний знак на честь воїнів-односельчан                                                                     | с. Зубарі вул. Мирна, 1                                    | 1967                    | місцеві майстри                                 |
| 49   | 2200059       | Могила воїна Червоної армії                                                                                    | 300 м на північ від с. Іванівка                            | 1984                    | місцеві майстри                                 |
| 50   | 1626          | Могила комсомолки Параски Іванівни Титарчук                                                                    | с. Кіндратки, вул. П. Титарчук                             | 1968                    | місцеві майстри                                 |
| 51   | 610           | Пам'ятний знак на честь воїнів-односельчан                                                                     | с. Клубівка, вул. Кирпи, 88                                | 1967                    | місцеві майстри                                 |
| 52   | 2200060       | Братська могила жертв фашизму                                                                                  | с. Клубівка, кладовище                                     | 1989                    | місцеві майстри                                 |
| 53   | 1726          | Будинок, в якому навчався Герой Радянського Союзу М. К. Дилигей, зруйнований                                   | с. Комини, вул. Центральна, 1                              |                         |                                                 |
| 54   | 2185          | Пам'ятний знак на честь воїнів-односельчан                                                                     | с. Комини, вул. Центральна, 6                              | 1975                    | місцеві майстри                                 |
| 55   | 2200061       | Братська могила партизан                                                                                       | с. Криволука, кладовище                                    | 1949                    | місцеві майстри                                 |
| 56   | 611           | Пам'ятний знак на честь воїнів-односельчан                                                                     | с. Кропивна, вул. Ватутіна, 20                             | 1969                    | Київське ХВО «Художник»                         |
| 57   | 578           | Братська могила прикордонників                                                                                 | с. Кунів, вул. Лісовської, 33                              | 1924                    | місцеві майстри                                 |
| 58   | 597           | Могила радянського воїна                                                                                       | с. Кунів, вул. Лісовської, 11                              | 1967                    | Львівська КСФ                                   |
| 59   | 588           | Братська могила жертв фашизму                                                                                  | 50 м на півд. схід від с. Кунів                            | 1968                    | місцеві майстри                                 |
| 60   | 587           | Меморіальний комплекс: Братська могила радянських воїнів і партизан Пам'ятний знак на честь воїнів односельчан | с. Кунів, вул. Прикордонна,1                               | 1950                    | Львівська КСФ                                   |
| 61   | 612           | Пам'ятний знак на честь воїнів-односельчан                                                                     | с. Ліщани                                                  | 1967, заміна 1997       | місцеві майстри, архітектор В. Є. Стукан        |
| 62   | 2186          | Братська могила радянських військовополонених                                                                  | 24 квартал Лютарського лісництва                           | 1975                    | місцеві майстри                                 |
| 63   | 613           | Пам'ятний знак на честь воїнів-односельчан                                                                     | с. Мислятин, вул. Центральна, 5                            | 1967                    | місцеві майстри                                 |
| 64   | 2200062       | Могила радянського воїна                                                                                       | с. Мислятин, кладовище                                     | 1989                    | місцеві майстри                                 |
| 65   | 2200063       | Братська могила жертв фашизму                                                                                  | с. Михля, кладовище                                        | 1987                    | місцеві майстри                                 |
| 66   | 598           | Могила радянського воїна                                                                                       | с. Михля, кладовище                                        | 1967                    | місцеві майстри                                 |
| 67   | 2200064       | Братська могила жертв фашизму                                                                                  | с. Михнів, кладовище                                       | 2005                    | місцеві майстри                                 |
| 68   | 614           | Пам'ятний знак на честь воїнів-односельчан                                                                     | с. Михнів                                                  | 1967, заміна 2000       | місцеві майстри, архітектор В. Є. Стукан        |
| 69   | 2200065       | Могила радянського воїна                                                                                       | с. Мокрець, кладовище                                      | 1965                    | місцеві майстри                                 |
| 70   | 589           | Меморіальний комплекс: братська могила радянських воїнів; пам'ятний знак на честь воїнів-односельчан           | с. М'якоти, вул. Чулкова, 9                                | 1954, заміна 1983       | Київське ХВО «Художник»                         |
| 71   | 590           | Меморіальний комплекс: Братська могила радянських воїнів Пам'ятний знак на честь воїнів-односельчан            | с. Нове Село                                               | 1955, заміна 1990, 1976 | місцеві майстри кооператив «Пам'ять» м. Бар     |
| 72   | 615           | Пам'ятний знак на честь воїнів-односельчан                                                                     | с. Підлісці, вул. Центральна, 40                           | 1967                    | місцеві майстри                                 |
| 73   | 1728          | Будинок школи, де навчався Герой Радянського Союзу Р. Й. Бортник                                               | с. Плужне, аварійний                                       | 1975                    |                                                 |
| 74   | 591           | Братська могила радянських воїнів і партизан                                                                   | с. Плужне                                                  | 1952                    | Київське ХВО «Художник»                         |
| 75   | 1729          | Будинок, де розташовувався штаб 60-ї армії І Українського фронту, зруйнований                                  | с. Плужне                                                  | 1974                    |                                                 |
| 76   | 2200066       | Могила Героя Радянського Союзу Д. І. Тимощука                                                                  | с. Плужне, нове кладовище                                  | 2000                    | місцеві майстри                                 |
| 77   | 642           | Пам'ятний знак на честь воїнів-односельчан                                                                     | с. Плужне, вул. Бортника                                   | 1967                    | місцеві майстри                                 |
| 78   | 2187          | Братська могила жертв фашизму                                                                                  | с. Поліське, на розі вул. Шкільна і Наголюка               | 1961                    | місцеві майстри                                 |
| 79   | 1732          | Пам'ятний знак на честь воїнів-односельчан                                                                     | с. Поліське, вул. Шкільна, 10                              | 1980                    | Київське ХВО «Художник»                         |
| 80   | 616           | Пам'ятний знак на честь воїнів-односельчан                                                                     | с. Припутні                                                | 1968                    | місцеві майстри                                 |
| 81   | 592           | Братська могила радянських воїнів                                                                              | с. Путринці, вул. Садова, 12                               | 1965                    | місцеві майстри                                 |
| 82   | 2200067       | Могила радянського воїна                                                                                       | с. Путринці, вул. Садова, 2                                | 1992                    | місцеві майстри                                 |
| 83   | 2200068       | Могила радянського воїна                                                                                       | с. Путринці, вул. Садова, 2                                | 1992                    | місцеві майстри                                 |
| 84   | 617           | Пам'ятний знак на честь воїнів-односельчан                                                                     | с. Путринці                                                | 1967                    | місцеві майстри                                 |
| 85   | 618           | Пам'ятний знак на честь воїнів-односельчан                                                                     | с. Радошівка                                               | 1965                    | місцеві майстри                                 |
| 86   | 619           | Пам'ятний знак на честь воїнів-односельчан                                                                     | с. Ріпки, вул. Польова, 76                                 | 1967                    | місцеві майстри                                 |
| 87   | 2200069       | Братська могила радянських воїнів                                                                              | с. Ріпки, кладовище                                        | 1952                    | місцеві майстри                                 |
| 88   | 2200070       | Братська могила радянських льотчиків                                                                           | с. Рокитне, кладовище                                      | 1970                    | місцеві майстри                                 |
| 89   | 599           | Братська могила мешканців села, які загинули під час колективізації.                                           | с. Сморшки, вул. Центральна, 33                            | 1969                    | місцеві майстри                                 |
| 90   | 620           | Пам'ятний знак на честь воїнів-односельчан                                                                     | с. Сморшки, вул. Центральна, 55                            | 1967                    | місцеві майстри                                 |
| 91   | 2188          | Могила А. К. Грабара                                                                                           | с. Сохужинці, вул. Фурмана, 9                              | 1972                    | місцеві майстри                                 |
| 92   | 621           | Пам'ятний знак на честь воїнів-односельчан                                                                     | с. Сохужинці, вул. Зелена, 39                              | 1969                    | Львівська КСФ                                   |
| 93   | 622           | Пам'ятний знак на честь воїнів-односельчан                                                                     | с. Сошне, вул. Центральна, 37                              | 1969                    | Рівненська скульптурна фабрика                  |
| 94   | 600           | Пам'ятник трудової діяльності                                                                                  | с. Теліжинці                                               | 1959                    | місцеві майстри                                 |
| 95   | 623           | Пам'ятний знак на честь воїнів-односельчан                                                                     | с. Теліжинці                                               | 1965                    | місцеві майстри                                 |
| 96   | 624           | Пам'ятний знак на честь воїнів-односельчан                                                                     | с. Тернавка, вул. Центральна, 46                           | 1982                    | Київське ХВО «Художник»                         |
| 97   | 625           | Пам'ятний знак на честь воїнів-односельчан                                                                     | с. Тишевичі, вул. Молодіжна, 25                            | 1967                    | місцеві майстри                                 |
| 98   | 626           | Пам'ятний знак на честь воїнів-односельчан                                                                     | с. Топірчики                                               | 1968, заміна 2005       | місцеві майстри, архітектор В. Є. Стукан        |
| 99   | 577           | Братська могила воїнів Червоної армії                                                                          | с. Топори, вул. Шкільна, 30                                | 1957                    | місцеві майстри                                 |
| 100  | 627           | Пам'ятний знак на честь воїнів-односельчан                                                                     | с. Топори                                                  | 1965, заміна 2005       | місцеві майстри, архітектор В. Є. Стукан        |
| 101  | 593           | Братська могила радянських воїнів                                                                              | с. Хотень Другий, вул. Центральна                          | 1952                    | місцеві майстри                                 |
| 102  | 628           | Пам'ятний знак на честь воїнів-односельчан                                                                     | с. Христівка, на розі вул. Шевчука і Польової              | 1967                    | місцеві майстри                                 |
| 103  | 629           | Пам'ятний знак на честь воїнів-односельчан                                                                     | с. Шекеринці                                               | 1967                    | місцеві майстри                                 |
| 104  | 630           | Пам'ятний знак на честь воїнів-односельчан                                                                     | с. Щурівці, вул. Центральна                                | 1967, заміна 1983       | Київське ХВО «Художник»                         |
| 105  | 631           | Пам'ятний знак на честь воїнів-односельчан                                                                     | с. Щурівчики, вул. Центральна, 40                          | 1967, заміна 1982       | Ізяславський комбінат комунального підприємства |
|      |               | |                                                            |                         |                                                 |